# USSR-1

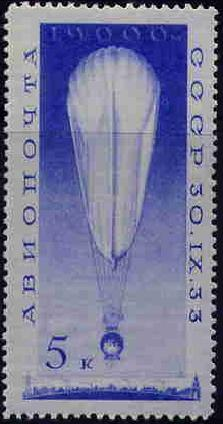
USSR-1

USSR-1 （ロシア語表記: СССР-1）は1933年9月30日に19,000mの非公式高度記録を樹立した、ソビエト連邦空軍の成層圏気球である。3人の乗員が搭乗し、科学的調査を行った。
1930年から1932年の間に行われたオーギュスト・ピカールの高高度気球飛行はソビエト空軍やソ連の半民間飛行訓練組織、オソアヴィアヒムや、パイロット・飛行愛好家たちの興味をひいた。1930年代に、空軍が開発した「USSR-1」 、オソアヴィアヒムと気象委員会が開発した「オソアヴィアヒム1」、「USSR-1」を改良した「USSR-1bis」によって成層圏気球飛行が試みられた。

## USSR-1
プロジェクトはソビエト空軍の気球部門の初代の指揮官、ゲオルギ・プロコフィエフ(Georgy Prokofiev)によって率いられ、TsAGIの有名な教授ウラディミール・チジェフスキー(Vladimir Chizhevsky)や、ゴムの技術者Konstantin Godunovなどのモスクワの技術者グループが設計を行い、空軍研究所やZhukovsky空軍大学やゴム工業研究所が協力した。
気球自体の設計は、サイズが大きいことを除くと、一般的なもので、成層圏で24,500立方m（30m程度の径）となる設計であった。Noginskで作られた基布は、Khamovnikiの工場で25層の樹脂で気密処理が行われ、気球の形に仕上げられた。
球形のゴンドラは構造材に3mm厚のジュラルミンをリベット止めして作られ、気球の牽索は上部のリングに取り付けられ、下部のリングは緩衝ゴンドラとバラストが取り付けられた。ゴンドラの壁面は気圧の差による静的な負荷のみに耐える構造で、外部から加わる衝撃力は負担していない設計である。緩衝ゴンドラには、衝撃吸収ゾーンが設けられ、5m/秒を超える速度での衝撃で壊れるように設計されテストされた。40個の袋にいれられた鉛のバラストは緩衝ゴンドラ内部に取り付けられ、主ゴンドラ内部の操作で投下するように設計された。非常用に潜水艦で用いられる設計の脱出ハッチが2つ取り付けられた。
当時、加圧服は実用化されていなかったので、酸素ボンベと化学的に2酸化炭素を吸収させる装置を搭載し、乗員はパラシュートをつけて搭乗した。無線機がゴンドラ内に設置され、航空の空気を採取する装置などの科学調査機器はゴンドラの外に搭載された。

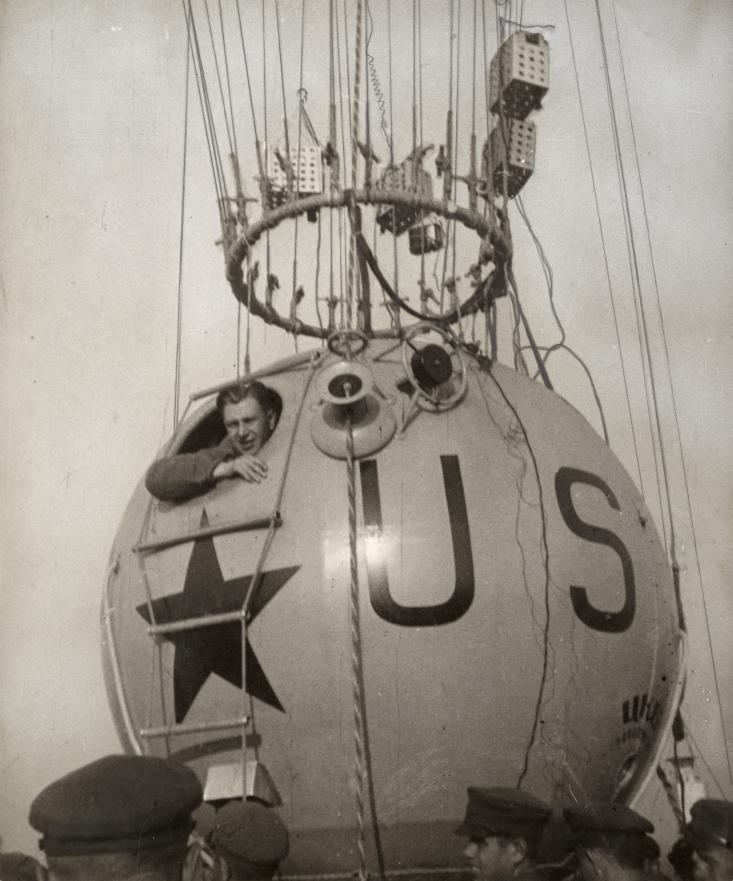
USSR-1から頭を出すプロコフィエフ

1933年9月のはじめには飛行の準備が整い、初飛行は9月24日に予定され、宣伝が行われた。多くの観衆が集まったが、Kuntsevoの軍の飛行場から飛行は湿った天候による気球の表面に付着した水滴のために、数m浮上し、飛行場内を漂ったが上昇することなく飛行は中止された。
9月30日に2回目の飛行が行われ、前回と異なり120立方mの補助気球が取り付けられ、メインの気球には容量の1/8の3000立方mの水素が充填されていて、これは成層圏で気球の容量まで広がる量であった。プロコフィエフは8時頃、空軍の責任者Jēkabs Alksnis に気球の状態を報告し、8時40分にプロコフィエフ、グドノフと通信士エルンスト・バーンバウムを乗せて離陸した。9時17分に高度17,500mを超え、オーギュスト・ピカールの高度記録を超えた。9時19分から9時26分に気球は最大容積に達し、17,500mで安定した飛行状態になった。80kgのバラストを落とし、9時47分、10時30分、11時40分、12時にさらにバラストを落とし、ゆっくりと上昇を続けた。12時55分に19,200-19,300mに達した。プロコフィエフの記録は後に計器の誤差が補正され、12時45分に最大高度、19,000mに達したとされた。2時間かけて10,500mまで下降し、乗組員は着陸に備えて、すべての電源を放電させた。16時36分に高度8,000mで飛行を記録するのを止め、速度の調整に専念した。17時頃、出発地点から110kmはなれたKolomnaの町の近くに着陸した。
澄み切った空の状態は地上から気球が視認できる状態が続き、プロコフィエフが無線で読み上げる高度の報告は、タス通信とUnited Pressで放送され、FAIに記録は公認されなかったが、この飛行と後に発表された科学的なデータは世界中に宣伝された。Kolomnaの80,000人の住民の半分ほどの人々が目撃者となり、飛行士たちを祝うためにモスクワ河を越えた。飛行後、乗組員と3人の設計者、USSR-1を製作した工場長にレーニン賞が与えられ、記念切手が発行された。

## オソアヴィアヒム1

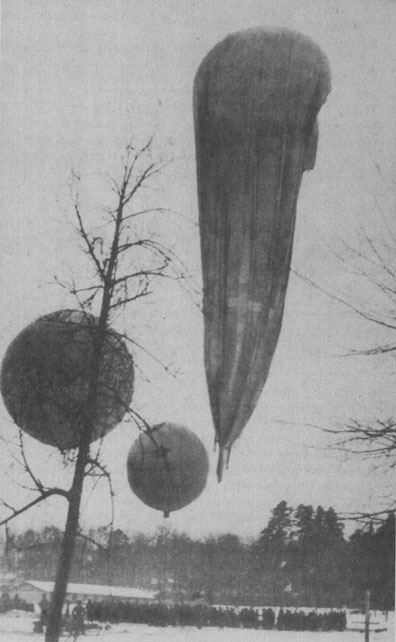
浮上直前のオソアヴィアヒム1

USSR-1の成功に続いて、1933年にオソアヴィアヒム（国防・航空・化学建設支援組織）のレニングラード支部を中心として「オソアビアキム1」（OAKh-1）が完成した。当初は同年9月30日に処女飛行が予定されていたものの、天候不順もあって翌1934年にまで順延。春頃にも飛行を行う手筈だったがUSSR-1の責任者だったプロコフィエフが冬頃の飛行も検討しているとの発言に刺激されて1月30日に飛行実施となった。

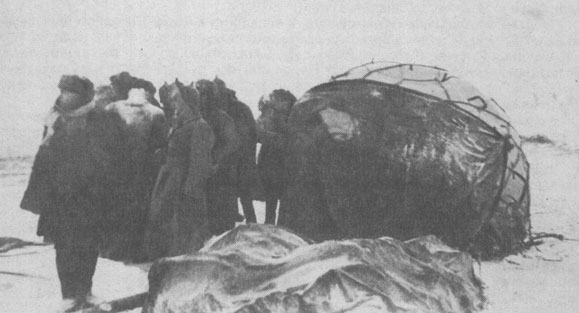
墜落したオソアヴィアヒム1

乗務員3名（船長パベル・フェドロヴィッチ・フェドセエンコ、航空技師アンドレイ・ボグダノヴィッチ・ヴァセンコ、研究員イリヤ・ダヴィドヴィッチ・ウシスキン）を乗せて午前9時頃にモスクワ近郊から浮上したオソアビアキム1は10時14分には高度19,000mに到達、更に上昇を続け11時42分には高度20,600mにまで到達したという無電を受けた。だが暫くして連絡が途絶え気球の捜索が行われたが、17時頃にモルドヴィア自治州で墜落した気球を発見。乗員全員死亡という痛ましい結果となったが、遺された航空記録から12時33分に高度20,600mに到達し12分滞空の後に下降したことが判明。当初は正常に降下していたものの、気球内部のガスの冷却と外気の温度差で揚力が落ちて落下速度が上昇。バラスト投棄や脱出の暇も無く激突した。

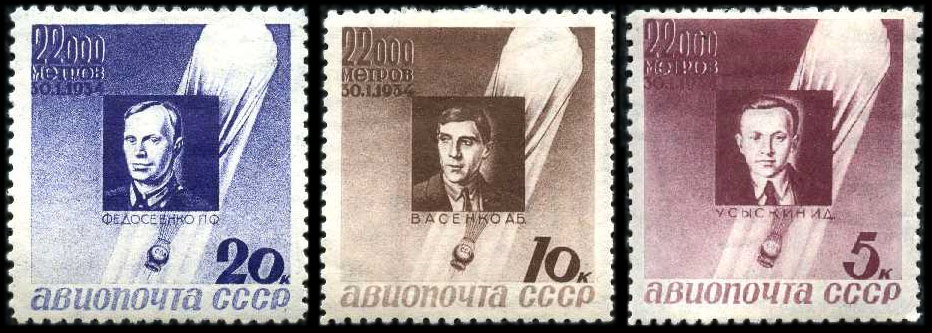
オソアヴィアヒム1の3人の搭乗者を追悼した切手

## USSR-1 Bis
「オソアヴィアヒム1」の墜落事故の後、軍はUSSR-1の安全性の見直しを求めた。USSR-1のゴンドラは安全に考慮されていたが、非常の場合搭乗員がパラシュートで脱出しなければならないが、オソアヴィアヒム1の事故は、搭乗員が脱出できない高度で発生し、回転するゴンドラによって生じた、加速度も乗員の脱出を妨げたと考えられた。8,000m以上の高度での乗員の安全の確保を目指して、気嚢をすみやかに切り離せるようにして34mの直径のパラシュートで落下速度をさげるように改造され、USSR-1 Bisと改名された。
1935年6月26日に、Christian Zille 、Yury PrilutskyとAlexander Verigoが搭乗した、USSR-1 Bisは5時25分に離陸し、8時までには予定の高度、16,000mに到達した。しばらくその高度にとどまったが、バルブの故障で水素が失われ、突然の降下が始まった。すぐに 15,000 mまで降下し、降下速度は安全な速さを超えた。バラストを落とすことによって降下速度は緩和されたが、再び降下速度が増した。Zille は Verigoと Prilutskyにパラシュート脱出を命じ、それぞれ3,500 mと2,500 mで、脱出した。
Zilleはパラシュートを開くことによるショックで搭載している計器が壊れるのを恐れて、パラシュートを開くかわりにゴンドラ内の不要なものを捨てて降下速度を毎秒3 mまで低下させた。Zilleは着地の前にゴンドラの外へでて、ステップにつかまった。ゴンドラは静かに安全に着地した。乗員たちは英雄として迎えられ、レーニン賞を受賞した。